# Olejek Abramelina
Olejek Abramelina – wykorzystywany w magii ceremonialnej olejek, wymieszany z aromatycznymi składnikami roślin. Nazwę swoją wziął od imienia postaci opisywanej w średniowiecznym grimoire Księdze Świętej Magii Abramelina Maga. Przepis na olejek jest wzorowany na przepisie z biblijnej Księgi Wyjścia.
Na początku XX wieku zainteresowało się olejkiem Abramelina kilku znanych okultystów, zwłaszcza MacGregor Mathers i Aleister Crowley, który używał zbliżonej wersji tego olejku w swoim systemie magii. 

## Składniki i sposoby przygotowywania
Istnieje wiele wersji przepisów na olejek Abramelina.
W oryginalnych manuskryptach przepis jest następujący:
„Rozdziel mirrę na części, do pierwszej części dodaj odrobinę cynamonu chińskiego, a do drugiej połowę tataraku; a do tych wszystkich ziół dodaj najlepszej jakości oliwę z oliwek. Wszystko wymieszaj razem zgodnie z zasadami sztuki aptekarskiej. Zrób z tego balsam, wlej go do szklanego naczynia i trzymaj w szafce ołtarza.”
Przepis na Olej Namaszczenia z Księgi Wyjścia:
„Weźmij sobie rzeczy wonnych: mirry pierwszej i wybornej pięćset syklów, cynamonu pół tyle, to jest dwieście i pięćdziesiąt syklów, trzciny pachnącej też dwieście pięćdziesiąt, i kasji pięćset syklów wedle wagi świątyni, a oliwy z oliwnic miarę hinu. I sporządzisz olejek namaszczenia święty, maść sprawioną robotą aptekarską.”